# Loga
Loga è un comune urbano del Niger, capoluogo del dipartimento omonimo nella regione di Dosso.